# Noé Della Schiava

a Compétitions nationales et continentales officielles uniquement.

b Matchs officiels uniquement.
Dernière mise à jour le 8 août 2025.
Noé Della Schiava, né le 28 février 2002 dans le Gard (France), est un joueur français de rugby à XV évoluant au poste de troisième ligne aile à l'USA Perpignan en Top 14 depuis 2024.

## Biographie
Noé Della Schiava naît le 28 février 2002 dans le département français du Gard,. Il commence la pratique du rugby à XV en 2009 avec le Rugby club nîmois. Après 10 ans au club, il rejoint le Stade rochelais en 2019 en deuxième année de Crabos,. En début d'année 2020, il part jouer un semestre en Nouvelle-Zélande et revient pour disputer sa première saison avec les espoirs Rochelais, dont il porte le brassard de capitaine à plusieurs reprises,.
Durant la préparation de la saison 2021-2022, il intègre le groupe professionnel et participe à la saison 2021 du Supersevens avec le club Maritime. Lors de la saison, courant février, il est retenu en équipe de France des moins de 20 ans à partir de la deuxième journée du Tournoi des Six Nations de la catégorie. Pendant la compétition, il joue quatre matchs dont deux comme titulaire en troisième ligne aile. De retour en club, en mai 2022, il dispute son premier match professionnel face au Stade français Paris en Top 14. C'est son seul match de la saison.
Au mois de juin 2022, il est sélectionné pour les Six Nations Summer Series des moins de 20 ans. Il joue les quatre matchs de la compétition, dont trois comme titulaire.
À l'issue de la saison 2023-2024, il quitte le Stade rochelais avec qui il n'a disputé que neuf matchs.
Durant l'intersaison 2024, il s'engage avec l'USA Perpignan. Il dispute son premier match de la saison avec sa nouvelle équipe le 5 octobre 2024 face à la Section paloise. À partir de la mi-saison, il s'impose progressivement au sein de l'équipe catalane, se montrant notamment performant dans le secteur de la touche. Pour sa première saison à l'USAP, il dispute dix-huit matchs dont seize comme titulaire.

## Palmarès
- Finaliste du Championnat de France en 2023[note 1] avec le Stade rochelais.